# Willard Frank Libby
Willard Frank Libby (Grand Valley, EUA 1908 - Los Angeles 1980) fou un químic i professor universitari estatunidenc guardonat amb el Premi Nobel de Química l'any 1960.

## Biografia
Va néixer el 17 de desembre de 1908 a la població de Grand Valley, situada a l'estat nord-americà de Colorado. Va estudiar química a la Universitat de Berkeley, on es llicencià el 1931, doctorà el 1933 i inicià la seva tasca docent. L'any 1943 fou nomenat professor de química a la Universitat de Chicago. El 1954 va entrar a formar part de la Comissió d'Energia Atòmica dels Estats Units, de la qual deixà de ser membre quan acceptà el seu nomenament com a professor a la Universitat de Los Angeles el 1959.
Va morir el 8 de setembre de 1980 a la seva residència de la ciutat de Los Angeles, situada a l'estat de Califòrnia.

## Recerca científica
Durant la Segona Guerra Mundial va participar activament en el desenvolupament d'un procediment de separació dels isòtops d'urani que es va realitzar a la Universitat de Colúmbia, com a fase inicial del conegut Projecte Manhattan de fabricació de la bomba atòmica. Durant la seva estada al Projecte Manhattan treballà al costat de Harold Urey i fou el responsable de la separació i enriquiment dels isòtops de l'urani 235, els quals foren usats en la bomba atòmica llançada sobre la ciutat japonesa d'Hiroshima.
Especialitzat en l'estudi de la radioactivitat en els teixits vius, el 1949 va introduir el còmput cronològic basat en la radioactivitat del carboni 14 contingut en les restes orgàniques l'edat de les quals es tracta de determinar i conegut com a Datació basada en el carboni 14.
El 1960 fou guardonat amb el Premi Nobel de Química pel desenvolupament del mètode carboni 14 per l'anàlisi temporal.

## Reconeixements
En honor seu s'anomenà l'asteroide (5672) Libby descobert el 6 de març de 1986 per Edward L. G. Bowell.